# Manuel Machado (compositeur)
Pour les articles homonymes, voir Manuel Machado.
Manuel Machado (vers 1590-1646) est un compositeur et harpiste de musique classique portugais. Cependant, il est surtout actif en Espagne, car il est né alors que les royaumes du Portugal et de l'Espagne se trouvaient dans une union dynastique. 

## Biographie
Manuel Machado naît à Lisbonne et étudie au collège Claustra de la cathédrale de Lisbonne avec le célèbre compositeur Duarte Lobo. Il s'installe en Espagne et en 1610, il devient musicien de la chapelle royale de Madrid, où son père, Lope Machado, est déjà harpiste. En 1639, il devient musicien au palais de Philippe IV d'Espagne, et en 1642, il est récompensé pour ses longues années de service. 

## Œuvre
Manuel Machado compose plusieurs œuvres sacrées, mais il est mieux connu pour ses cantigas et romances profanes à 3 et 4 voix de style maniériste. Malheureusement, très peu de ses œuvres ont survécu (la plupart d'entre elles ont été détruites lors du tremblement de terre de Lisbonne en 1755). 
Sa musique profane se caractérise par une grande habileté dans l'utilisation flexible du mètre et de l'harmonie pour refléter le contenu des poèmes. La peinture de mots très expressive de Machado, avec un chromatisme riche, une modulation inattendue et des accords dissonants (tels que des accords augmentés ou des accords de septième inversés, qui auraient eu un impact considérable en son temps), associée à des paroles d'amour typiques du style de Pétrarque, rendent ses romances comparables en style et qualité aux madrigaux italiens de la fin de la période, comme ceux de Marenzio ou de Monteverdi. 
Ses compositions connues se retrouvent dans les recueils de chansons les plus importants de son temps, comme le Cancionero de la Sablonara,,
ce qui indique qu'il jouissait probablement d'une popularité considérable. Il meurt en 1646 à Madrid.

## Enregistrements
Les enregistrements suivants incluent des œuvres de Machado : 
- O Lusitano - vilancetes, cantigas et romances portugueses, Gérard Lesne et Circa 1500 (1989, Virgin Veritas) 59071. Piste 2 Dos estrellas le siguen, et piste 21 Paso a paso, empeños mios
- Canções, Vilancicos e Motetes Portugueses, Ensemble Paul Van Nevel et Huelgas (1994, Sony Classical) SK 66288. Piste 2 Qué bien siente Galatea, et piste 3 Dos estrellas le siguen.
- Entremeses del siglo de oro - Lope de Vega y su tiempo (1550-1650), Hespèrion XX et Jordi Savall (2007, Alia Vox). Piste 12 Que bien siente Galatea, et Piste 17 ¡Afuera, afuera! Que sale
- Flores de Lisboa - Canções, vilancicos e romances portugueses, A Corte Musical et Rogério Gonçalves. (2007, Le Couvent) K617195. Piste 1 Dos estrellas le siguen, Piste 2 Paso a paso, empeños mios et Piste 8 ¡Afuera, afuera! Que sale.
- En Tus Brazos Una Noche, Sete Lágrimas, 2012.